# Bernard Descôteaux
Pour les articles homonymes, voir Descôteaux.
Bernard Descôteaux, né en 1947 à Nicolet (Québec) et mort le 13 janvier 2024, est un journaliste québécois, directeur du quotidien montréalais Le Devoir de 1999 à 2016,.

## Carrière
Sous sa direction, grâce, entre autres, à une approche novatrice du web, le journal enregistre des profits et maintient son tirage malgré une tendance contraire pour l'ensemble de l'industrie de la presse. Descôteaux a aussi développé la présence du journal sur Internet.
Depuis 2020, il rédige une chronique politique pour InfoBref. 
Par ailleurs, Bernard Descôteaux est président du Centre d'études sur les médias.

## Famille
Bernard Descôteaux est marié et père de deux enfants.

## Distinctions
- Médaille d'honneur de l'Assemblée nationale, 2017[5]